# Lotta greco-romana ai Giochi della IX Olimpiade - Pesi gallo
La competizione della categoria pesi gallo (fino a 58 kg) di Lotta greco-romana dei Giochi della IX Olimpiade si è svolta dal 2 al 4 agosto al  Krachtsportgebouw a Amsterdam.

## Formato
Torneo con eliminazione alla seconda sconfitta. 

## Risultati
| Legenda                               | Legenda |
| ------------------------------------- | ------- |
| Lottatore senza sconfitte             |         |
| Lottatore con una sconfitta           |         |
| Lottatore con due sconfitte Eliminato |         |

### Primo turno
| Atleta              |        | Atleta            | Ris.      |
| ------------------- | ------ | ----------------- | --------- |
| Giovanni Gozzi      | batte  | Anselm Ahlfors    | Ai punti  |
| Alphonse Aria       | batte  | Ibrahim Kamel     | Ai punti  |
| Jindrich Maudr      | batte  | Herman Andersen   | Ai punti  |
| Johannes van Maaren | batte  | Burhan Conkeroglu | Ai punti  |
| Eduard Pütsep       | batte  | Georges Miller    | Schienato |
| Oscar Lindelöf      | batte  | Eduardo Bosc      | Schienato |
| Kurt Leucht         | batte  | Henryk Ganzera    | Schienato |
| Sven Martinsen      | batte  | Ðula Sabo         | Ai punti  |
| Ödön Zombori        | batte  | Georgios Zervinis | Ai punti  |
| Pierre Mollin       | Riposo | Riposo            | Riposo    |

### Secondo turno
| Atleta            |       | Atleta              | Ris.      |
| ----------------- | ----- | ------------------- | --------- |
| Anselm Ahlfors    | batte | Pierre Mollin       | Schienato |
| Giovanni Gozzi    | batte | Alphonse Aria       | Schienato |
| Jindrich Maudr    | batte | Ibrahim Kamel       | Schienato |
| Herman Andersen   | batte | Burhan Conkeroglu   | Schienato |
| Eduard Pütsep     | batte | Johannes van Maaren | Ai punti  |
| Oscar Lindelöf    | batte | Georges Miller      | Schienato |
| Kurt Leucht       | batte | Eduardo Bosc        | Schienato |
| Ðula Sabo         | batte | Henryk Ganzera      | Schienato |
| Ödön Zombori      | batte | Sven Martinsen      | Ai punti  |
| Georgios Zervinis | DNF   | DNF                 | DNF       |

### Terzo turno
| Atleta          |        | Atleta              | Ris.      |
| --------------- | ------ | ------------------- | --------- |
| Giovanni Gozzi  | batte  | Pierre Mollin       | Schienato |
| Anselm Ahlfors  | batte  | Alphonse Aria       | Ai punti  |
| Jindrich Maudr  | batte  | Johannes van Maaren | Ai punti  |
| Herman Andersen | batte  | Eduard Pütsep       | Schienato |
| Oscar Lindelöf  | batte  | Ðula Sabo           | Ai punti  |
| Kurt Leucht     | batte  | Sven Martinsen      | Ai punti  |
| Ödön Zombori    | Riposo | Riposo              | Riposo    |

### Quarto turno
| Atleta         |       | Atleta          | Ris.     |
| -------------- | ----- | --------------- | -------- |
| Ödön Zombori   | batte | Anselm Ahlfors  | Ai punti |
| Jindrich Maudr | batte | Giovanni Gozzi  | Ai punti |
| Oscar Lindelöf | batte | Herman Andersen | Ai punti |
| Eduard Pütsep  | batte | Kurt Leucht     | Ai punti |

### Quinto turno
| Atleta         |       | Atleta         | Ris.      |
| -------------- | ----- | -------------- | --------- |
| Giovanni Gozzi | batte | Ödön Zombori   | Ai punti  |
| Jindrich Maudr | batte | Oscar Lindelöf | Schienato |
| Kurt Leucht    | batte | Eduard Pütsep  | Ai punti  |

### Sesto turno
| Atleta      |       | Atleta         | Ris.     |
| ----------- | ----- | -------------- | -------- |
| Kurt Leucht | batte | Jindrich Maudr | Ai punti |

### Settimo turno
| Atleta         |       | Atleta         | Ris.      |
| -------------- | ----- | -------------- | --------- |
| Giovanni Gozzi | batte | Oscar Lindelöf | Schienato |

## Classifica finale
| Pos.    | Atleta              | Nazione        |
| ------- | ------------------- | -------------- |
| Oro     | Kurt Leucht         | Germania       |
| Argento | Jindrich Maudr      | Cecoslovacchia |
| Bronzo  | Giovanni Gozzi      | Italia         |
| 4       | Oscar Lindelöf      | Svezia         |
| 5       | Ödön Zombori        | Ungheria       |
| 6       | Eduard Pütsep       | Estonia        |
| 7       | Herman Andersen     | Danimarca      |
| 7       | Anselm Ahlfors      | Finlandia      |
| 9       | Alphonse Aria       | Francia        |
| 9       | Johannes van Maaren | Paesi Bassi    |
| 9       | Ðula Sabo           | Jugoslavia     |
| 9       | Sven Martinsen      | Norvegia       |
| 9       | Pierre Mollin       | Belgio         |
| 14      | Ibrahim Kamel       | Egitto         |
| 14      | Burhan Conkeroglu   | Turchia        |
| 14      | Georges Miller      | Lussemburgo    |
| 14      | Eduardo Bosc        | Argentina      |
| 14      | Henryk Ganzera      | Polonia        |
| 19      | Georgios Zervinis   | Grecia         |